# Bukovice (okres Náchod)
Obec Bukovice (německy Bukawitz) se nachází v okrese Náchod, kraj Královéhradecký. Rozkládá se zhruba 1,5 km severně od města Police nad Metují a 2 km na jihovýchod od hory Ostaš, v Polické pánvi při soutoku Hlavňovského a Pěkovského potoka, jímž vzniká potok Dunajka. Sídlem probíhá silnice II/303. Žije zde 383 obyvatel.

## Název
Název vesnice je odvozen z přídavného jména buková ve významu buková hora, stráň či paseka. V historických pramenech se jméno objevuje ve tvarech: Bukowicze (1395, ve výpisu z desek zemských pořízeném okolo roku 1706), Bukowicze (1406) a „w Bukowiczy“ (1546).

## Historie
První písemná zmínka o vesnici pochází z roku 1406.

## Obyvatelstvo
| Rok            | 1869 | 1880 | 1890 | 1900 | 1910 | 1921 | 1930 | 1950 | 1961 | 1970 | 1980 | 1991 | 2001 | 2011 | 2021 |
| -------------- | ---- | ---- | ---- | ---- | ---- | ---- | ---- | ---- | ---- | ---- | ---- | ---- | ---- | ---- | ---- |
| Počet obyvatel | 326  | 334  | 293  | 318  | 348  | 342  | 437  | 383  | 377  | 394  | 403  | 433  | 380  | 362  | 340  |
| Počet domů     | 46   | 47   | 45   | 49   | 66   | 74   | 92   | 109  | 106  | 103  | 100  | 127  | 133  | 139  | 141  |

## Obecní správa
V roce 1869 Bukovice byla osadou obce Velká Ledhuje v okrese Broumov. Mezi lety 1880–1930 byla obcí v okrese Broumov. V roce 1950 byla osadou města Police nad Metují v okrese Broumov. V letech 1961–1985 patřila jako část obce k Hvězdám, ale od 1. července 1985 do 31. srpna 1990 znovu k Polici nad Metují a od 1. září 1990 je opět samostatnou obcí.

### Obecní symboly
Znak a vlajka byly obci uděleny rozhodnutím předsedy Poslanecké sněmovny Parlamentu České republiky dne 9. prosince 2002.

## Pamětihodnosti
- Sloup se sochou Panny Marie[9][10]
- Venkovský dům čp. 3[11][10]

## Zajímavosti
V obci Bukovice byl v roce 2022 otevřen moderní sportovní areál ARTAMON, jehož součástí je tenisová hala - 3 kurty, fitness, wellness, 2 kurty beach volejbal, 2 venkovní kurty s umělou trávou, dětské hřiště, 36 jamek adventure golf.